# Museo Egizio
A Museo Egizio nevű torinói múzeum a világ egyik legjelentősebb ókori egyiptomi gyűjteménye. Több mint 300 000 kiállítási tárggyal rendelkezik.

## Története
Az első, Torinóba érkező műtárgy, amely kapcsolódott Egyiptomhoz, a Mensa Isiaca néven ismert oltár volt 1630-ban. Az egyiptomi stílusú oltár Dulu Jones feltételezése szerint a római Ízisz-kultuszhoz készült. Ennek hatására küldte III. Károly Emánuel király Egyiptomba Vitaliano Donatit, akinek 300, Karnakból és Koptoszból származó lelete a torinói múzeum alapja lett.
1824-ben Károly Félix király megszerezte az 5268 darabból álló Drovetti-gyűjtemény anyagát, közte 100 szobrot, 170 papiruszt, sztéléket, múmiákat és más tárgyakat, amelyeket Bernardino Drovetti francia tábornok és konzul gyűjtött Egyiptomban. Ugyanebben az évben Jean-François Champollion tanulmányozta a torinói papiruszanyagot, hogy ellenőrizze, helyesek-e a hieroglifák megfejtésére tett kísérletei. 1833-ban a piedmonti Giuseppe Sossio több mint 1200 darabos gyűjteménye érkezett, majd Ernesto Schiaparelli egyiptológus egészítette ki a gyűjteményt 1900 és 1920 közt folytatott ásatásai leleteivel. Az utolsó nagyobb beszerzés egy núbiai kis templom, melyet az egyiptomi kormány ajándékozott Olaszországnak az 1960-as évekbeli leletmentő akcióban való részvételéért.
A gyűjtemény az évek során mindig Torinóban volt, a külön erre a célra épült Via Accademia delle Scienze 6 szám alatti épületben, egyedül a II. világháború alatt vitték a gyűjtemény egy részét Agliè városába.

## Egyes híresebb kiállított tárgyak
- Kha és Merit sírja: az Újbirodalom idején élt előkelő házaspár temetkezése egy az egyben van kiállítva a múzeumban.
- Ellesziai templom: a Nasszer-tó kialakítása előtti núbiai leletmentés során nyújtott segítségért az olasz államnak adományozott templom, teljes egészében a múzeumba helyezve.
- Torinói királylista: papirusz, egyike az öt fennmaradt dokumentumnak, amelyen az uralkodók listája fennmaradt.
- Torinói sztrájkpapirusz: a világ első fennmaradt sztrájkjának leírása.
- Torinói erotikus papirusz: különféle pózokban szexuális aktust folytató egyiptomiak humoros ábrázolása.